# Le Mesnil-Vigot
Le Mesnil-Vigot – miejscowość i dawna gmina we Francji, w regionie Normandia, w departamencie Manche. W 2013 roku populacja gminy wynosiła 232 mieszkańców. 
W dniu 1 stycznia 2017 roku z połączenia trzech ówczesnych gmin – Les Champs-de-Losque, Le Mesnil-Vigot oraz Remilly-sur-Lozon – utworzono nową gminę Remilly-les-Marais. Siedzibą gminy została miejscowość Remilly-sur-Lozon. 